# Gonville and Caius Range
Gonville and Caius Range är en bergskedja i Antarktis. Den ligger i Östantarktis. Nya Zeeland gör anspråk på området.
Gonville and Caius Range sträcker sig 22,6 kilometer i sydvästlig-nordostlig riktning. Den högsta toppen är Mount England, 1 432 meter över havet.
Topografiskt ingår följande toppar i Gonville and Caius Range:
- Mount Brigham
- Mount Chaudoin
- Mount Curtiss
- Mount England
- Mount Jensen
- Killer Ridge
- Low Nunatak
- Red Ridge
- Stroup Peak